# Famille de Clayrac/Clairac
La famille de Clayrac ou de Clairac est une famille noble française originaire du Languedoc.
Le premier membre connu de la famille est un certain Jean de Clairac, attesté au XVe siècle. On ne sait rien de lui, mais son arrière-petit-fils, Jean III de Clairac, est attesté seigneur de Clayrac. Ainsi, il est très possible que lui-même fut seigneur de ce château, et ait tiré son nom de famille de cet édifice. Le fils de Jean III de Clairac, Jean IV, ne sera pas cité comme seigneur de Clayrac, mais son petit-fils, Jean V, le sera de nouveau.

## Lignée
- Jean de Clairac (début XVe siècle) ;
- Jean II de Clairac (? - après 1454), marié à Gausside de Marsenac ;
- Mathieu Jean de Clairac, marié à Robine de Dieupentale de Margastaud, dont :
  - Jean Poton de Clairac ;
  - Jean III de Clairac, qui suit ;
- Jean III de Clairac (? - 1549), premier seigneur attesté du présent château de Clayrac, marié en 1526 à Bertrande de Tonnac ;
- Jean IV de Clairac, seigneur de La Roque, marié en 1565 avec Louise de Sorbier ;
- Jean V de Clairac, seigneur de Clairac, marié en 1590 avec Olympe de Loupiac, dont :
  - Jacques de Clairac, qui suit ;
  - Louis de Clairac (1600 - 1680), seigneur de Cardaillac, marié en 1648 avec Olympe de Tonnac d'Alos ;
    - Marc-Antoine de Clairac (1656 - 1721), seigneur de la Prade et de la Bastidette.
- Jacques de Clairac, marié en 1624 avec Isabeau de Lentillac, dont :
  - Clément de Clairac, qui suit ;
  - Louis de Clairac.
- Clément de Clairac, seigneur de Clayrac, marié à Antoinette de Roquefort-Marquein, dont :
- Clément II de Clairac (1674 - 1748), seigneur de Clayrac et d'Arthès, marié en 1729 à Marie-Thérèse de Lordat ;
- Joseph-Barthélémy de Clairac (1718 - ?), marié à Louise de Regnaudin.

Il semble qu'après ce dernier, la branche aînée de la famille de Clayrac se soit éteinte en lignée masculine, et que son unique fille Louise s'étant marié à Salvy-Victor de Genton de Villefranche, le château de Clayrac soit passé dans cette famille.